# Dunaújváros
Dunaújváros ([ˈdunɒuːjvaːroʃ] hasta 1951 Dunapentele, entre 1951 y 1961 Sztálinváros) es una ciudad con derechos condales (en húngaro: "megyei jogú város") en el condado de Fejér, en el centro de Hungría. Se encuentra en la ribera del Danubio. Es uno de los cinco condados urbanos que no son además capital de condado. Su nombre en español significa "Ciudad nueva del Danubio".

## Historia
Es una de las ciudades más modernas del país, pues se construyó en la década de 1950 durante la industrialización de Hungría en la época socialista, alrededor de un pueblo ya existente, Dunapentele, que fue fundado hacia el siglo X. La ciudad se organizó alrededor del macrocomplejo industrial denominado Dunaferr, única industria siderúrgica de la República Popular de Hungría y, por ende, del Pacto de Varsovia: en la actualidad esta empresa se ha reconvertido y se ha privatizado, por lo que la ciudad está en franco retroceso económico.

## Demografía
En las últimas décadas, el desarrollo demográfico de Dunaújváros ha sido el siguiente:
| Gráfica de evolución de Dunaújváros entre 1870 y 2020 |
|                                                       |

| 3949           | 30 976 | 45 129 | 60 736 | 59 028 | 55 309 | 49 183 | 48 562 |
| (Fuente: KSH.) |        |        |        |        |        |        |        |

## Ciudades hermanadas
La ciudad de Dunaújváros está hermanada con:
- Elbasan (Albania)
- Linz (Austria)
- Silistra (Bulgaria)
- Villejuif (Francia)
- Terni (Italia)
- Giurgiu (Rumanía)
- Sremska Mitrovica (Serbia)
- İnegöl (Turquía)
- Alchevsk (Ucrania)